# Guilhermina da Prússia (1709–1758)
Frederica Sofia Guilhermina da Prússia (em alemão: Friederike Sophie Wilhelmine von Preußen; 3 de julho de 1709 – 14 de outubro de 1758) era a filha mais velha de Frederico Guilherme I da Prússia e de Sofia Doroteia de Hanôver, sendo, portanto, irmã de Frederico o Grande. Em 1731,  Guilhermina casou-se  com Frederico de Brandemburgo-Bayreuth, que viria a se tornar  marquês de Brandemburgo-Bayreuth a partir de 1735.
Ganhou importância histórica e literária especialmente por sua correspondência com Frederico, o Grande, seu irmão favorito,  e pela publicação de suas memórias, que são retratos às vezes contundentes da vida na corte prussiana, tendo especial valor histórico-cultural. Como patrona das artes e compositora, Guilhermina marcou indelevelmente a vida cultural da cidade de Bayreuth.

## Início de vida

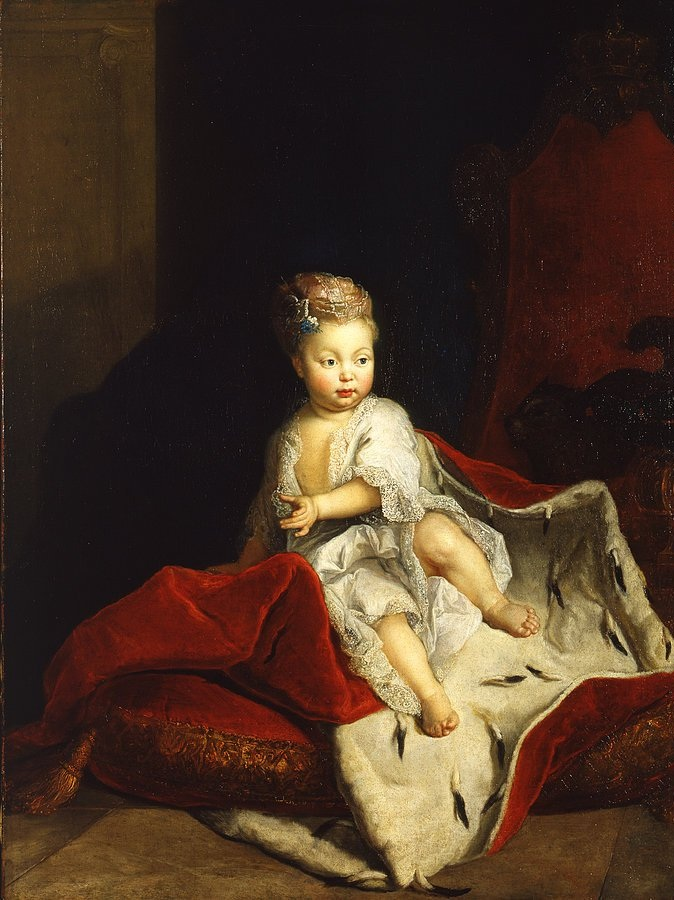
PENSE, Antoine. Guilhermina aos 2 anos. c. 1711. Óleo sobre tela, localizado no Novo Palácio de Bayreuth

Nascida em Berlim, Guilhermina  compartilhou a infância infeliz de seu irmão, Frederico, o Grande, de quem permaneceu amiga e confidente  durante toda a vida, com exceção de um curto intervalo de tempo.

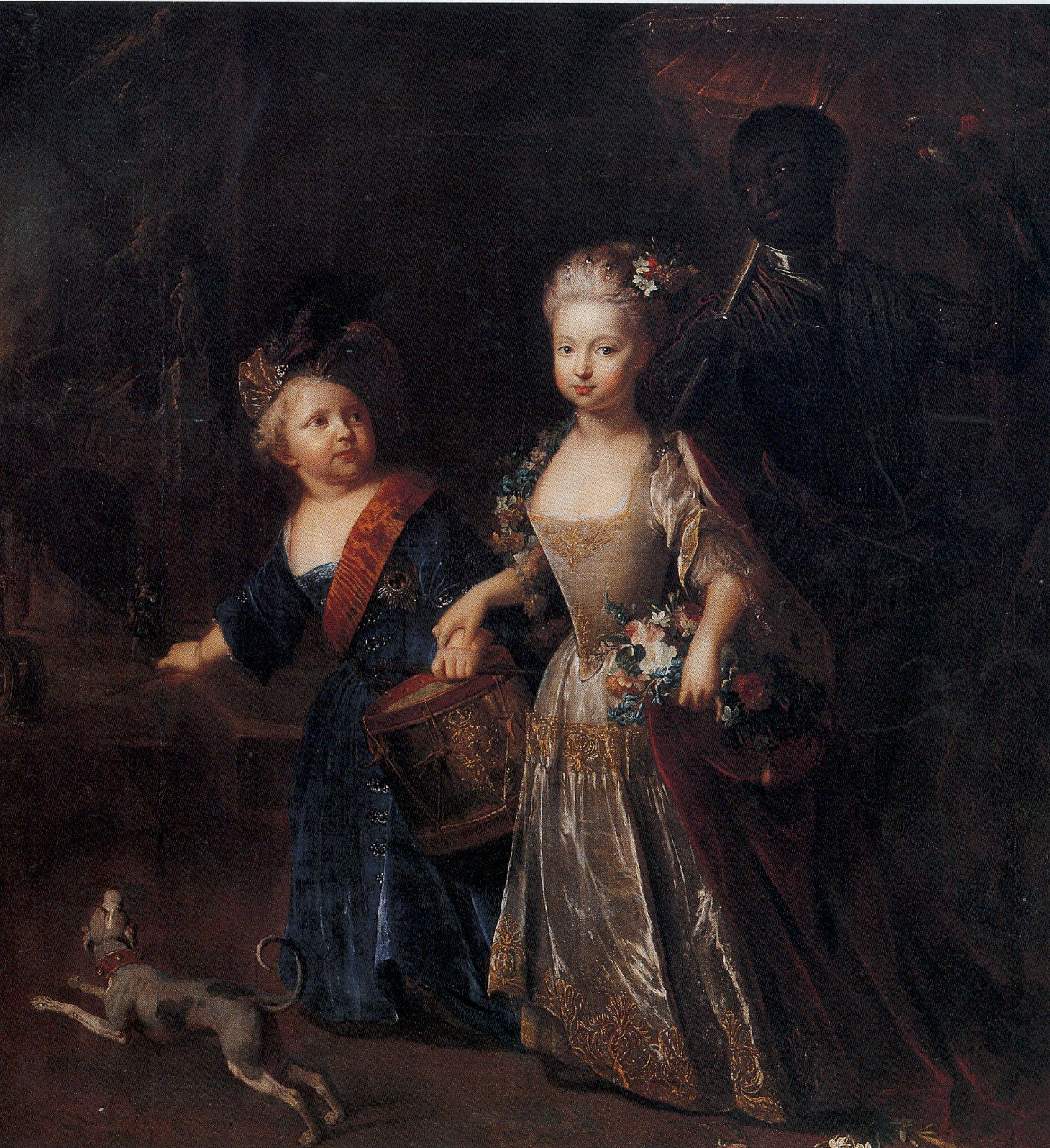
Guilhermina com seu irmão Frederico, quando crianças

Duramente espancada e abusada por sua governanta durante a infância, Guilhermina escreveria mais tarde: "Não se passava um dia sem que ela [a governanta] não conseguisse provar em mim o poder do medo de seus punhos." Os maus-tratos continuaram até a governanta do príncipe finalmente contar para sua mãe, sendo a babá prontamente substituída.
Sendo a filha mais velha de sua família, muito cedo ela  foi alvo das discussões sobre casamentos políticos. Seu pai preferia uma aproximação com a Casa de Habsburgo. Já sua mãe, Sofia Doroteia,  desejava casá-la com seu sobrinho Frederico, Príncipe de Gales, mas, no lado britânico, não havia nenhuma inclinação para fazer uma oferta de casamento, exceto em troca de concessões substanciais, o que o pai de Guilhermina não aceitaria. As intrigas infrutíferas exercidas por Sofia Doroteia tiveram papel importante nos primeiros anos da vida de Guilhermina.

## Casamento
Depois de muitas negociações que não deram em nada, Guilhermina acabou por se casar em em 1731 com um parente da Casa de Hohenzollern, Frederico de Brandemburgo-Bayreuth. Frederico tinha sido noivo de sua irmã mais nova, a princesa Sofia Doroteia da Prússia, mas, no último momento, o rei Frederico Guilherme I decidiu substituí-la por Guilhermina. O noivo não foi consultado antes da  decisão.
O casamento só foi aceito por Guilhermina sob as ameaças de seu pai e com vista a aliviar a desgraça de seu irmão, que também desafiara a autoridade paterna e sofria represálias. O casamento de Guilhermina foi inicialmente  mas acabou ruindo devido a dificuldades financeiras e, depois, por um caso do futuro marquês com Doroteia de Marwitz, cuja ascensão como amante na corte de Bayreuth foi amargamente ressentida por seu irmão Frederico, o Grande e causou um estranhamento de cerca de três anos entre ele e Guilhermina.

## Marquesa

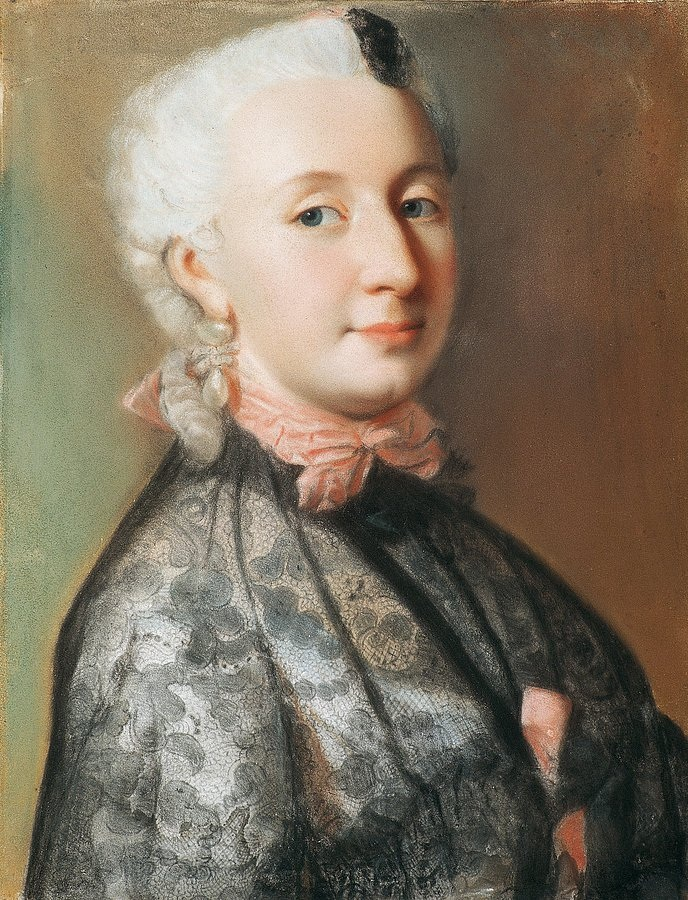
LIOTARD, Jean-Étienne. Marquesa de Bayreuth. 1745. Óleo sobre tela, localizado no Novo Palácio de Bayreuth

Quando o marido de Guilhermina recebeu sua herança em 1735, o casal começou a fazer de Bayreuth uma  miniatura de Versalhes. Seus projetos de construção incluíam a reconstrução de sua residência de verão (o Ermitage), a reconstrução da grande casa de ópera de Bayreuth e a construção de mais uma outra, a construção de um teatro, e a reconstrução do palácio de Bayreuth, o então  chamado Bayreuth rococó,  em alusão ao estilo de sua arquitetura. O casal também fundou a Universidade de Erlangen.
A marquesa fez de Bayreuth um dos principais centros intelectuais do Sacro Império Romano, cercando-se de grupo de artistas que acumulava prestígio acrescentado das visitas ocasionais de Voltaire e de Frederico, o Grande.
O irmão de Guilhermina, Frederico, concedeu-lhe um subsídio em troca de tropas, seguindo o mesmo procedimento com suas irmãs. Com a eclosão da Guerra dos Sete Anos, os interesses Guilhermina mudaram do diletantismo à diplomacia. Diplomatas austríacos estavam tentando influenciar o tribunal de Bayreuth para tomar o seu lado contra a Prússia. Em setembro de 1745, durante a guerra da Silésia, Guilhermina reuniu-se com Maria Teresa da Áustria. Isto quase destruiu o relacionamento íntimo com seu irmão. Em 1750, Guilhermina visitou a corte prussiana durante várias semanas e se reuniu com contemporâneos famosos, como Voltaire, Maupertuis e La Mettrie. Em junho de 1754, os irmãos se reuniram pela última vez, depois que Frederico jurou a ela sua lealdade eterna. Guilhermina atuou como olhos e ouvidos para seu irmão no sul da Alemanha até sua morte, em Bayreuth, no dia 14 de outubro de 1758, dia da derrota de Frederico para forças da Áustria  de Leopold Joseph von Daun, na  Batalha de Hochkirch.

## Obras

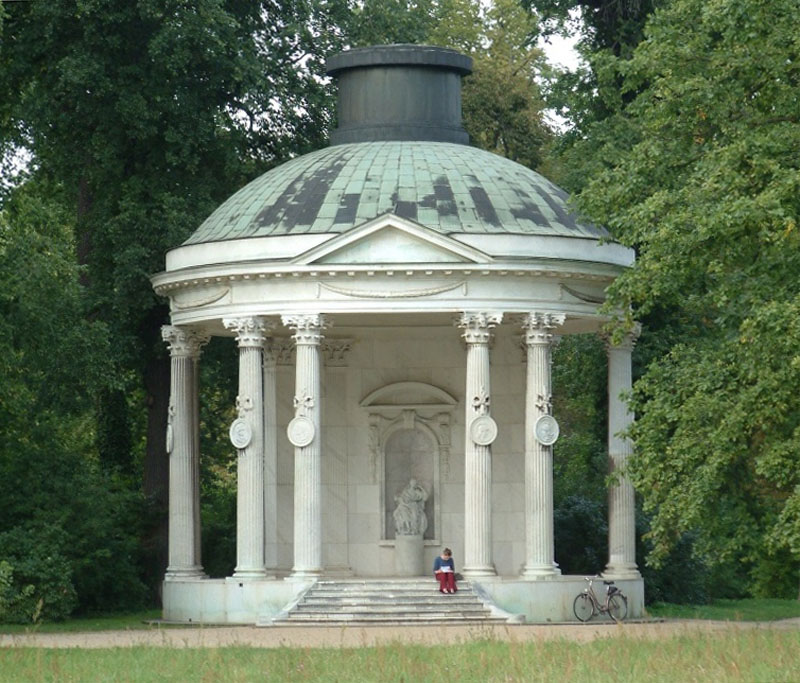
O Templo da Amizade, construído em sua memória

Além de suas outras realizações, Guilhermina também foi uma talentosa compositora e defensora da música. Era alaudista, aluna de Sylvius Leopold Weiss e empregou músicos como  Bernhard Hagen Joachim em Bayreuth. Em 1740, ela escreveu uma ópera, Argenore, para o aniversário do marido. Escreveu também peças de câmara que chegaram até a nossa época.
As memórias da marquesa (Memoires de ma vie), escritas ou traduzidas em francês entre 1748 e sua morte, estão preservados na Biblioteca Real de Berlim. A obra foi inicialmente  impressa em duas versões, em 1810: uma tradução alemã anterior a 1733, publicada pela empresa Cotta de Tubinga, e uma versão em francês, publicada pela Vieweg de Brunsvique, anterior a 1742. Houve diversas edições subsequentes, incluindo uma em alemão, publicada em Leipzig, 1908. Uma tradução para o inglês foi publicada em Berlim, 1904.

## Filhos
A única filha de Guilhermina foi Isabel Frederica Sofia de Brandemburgo-Bayreuth (Elisabeth Friederike Sophie von Brandenburg-Bayreuth), nascida em 30 de agosto de 1732. Descrita por Casanova como uma das mais belas princesas da Alemanha, ela se casou com Carlos Eugênio, Duque de Württemberg, em 1748.

## Na literatura
A princesa Guilhermina é a principal personagem de um  romance histórico de 1909, A Gentle Knight of Old Brandenburg, de Charles Major  